# Pula Pirata
Pula Pirata é um jogo fabricado pela Estrela lançado em junho de 1978 e é um dos poucos dessa época que ainda se encontra em produção. 
O briquedo foi lançado originalmente no Japão pela Tomy em 1975 pelo nome de Kurohige Kiki Ippatsu (黒ひげ危機一発, Lit. "Barbanegra em Perigo").
O jogo é composto de uma espécie de barril - com furos nas laterais e com um orifício na parte superior onde é colocado uma miniatura de pirata- e de espadas de plástico.
Os furos das laterais são utilizados pelos jogadores que vão colocando as espadas nos furos.
O objetivo do jogo é não deixar o pirata pular para fora do barril. Caso o jogador, ao colocar a espada no furo, ocasionar o salto do pirata para fora do barril, o mesmo será eliminado do jogo e a rodada é reiniciada. O jogo prossegue até que sobre um único jogador que não tenha deixado o pirata pular para fora do barril.
O jogo, embora simples, se manteve como um dos mais vendidos da Estrela, sendo, na época, um dos mais vendidos no Dia das Crianças e no Natal[carece de fontes?]. Por isso, ele é fabricado até os dias atuais.

## Críticas
O jogo, apesar do relativo sucesso, é criticado pelo fato das crianças terem uma atitude passiva no jogo, não envolvendo nenhuma estratégia ou habilidade por parte do jogador. A diversão no jogo se dá no susto que a criança leva no momento em que o pirata "pula" do barril[carece de fontes?].